# Franciszek Targowski (aktor)
Franciszek Targowski (ur. 21 sierpnia 1908 w Chrzanowie, zm. 19 lipca 1980 w Warszawie) – polski aktor i pedagog.
W latach 1928-30 pracownik Teatru Powszechnego Domu Żołnierza Polskiego w Krakowie, jednocześnie nauczyciel w Miejskiej Szkole Dramatycznej.
W czasie okupacji chórzysta Filharmonii Generalnego Gubernatorstwa.
Po wojnie aktor w Polskim Teatrze Objazdowym i w Teatrze Wesoła Gromadka. Grał również w Teatrze Powszechnym (TUR) i w Teatrze im. Słowackiego w Krakowie.
W 1971 roku przeszedł na emeryturę.

## Filmografia
- Szkice węglem (1956);
- Kopernik (film) (1972);
- Kopernik (1972); jako Jan z Głogowa
- Polskie drogi (1976);